# Ave Caesar! Morituri te salutant
«Ave Caesar! Morituri te salutant» (c лат. — Славься, Цезарь! Идущие на смерть приветствуют тебя) — картина французского художника Жана-Леона Жерома, написанная им в 1859 году. Находится в коллекции художественной галереи Йельского университета (Нью-Хейвен, Коннектикут, США).

## История и контекст

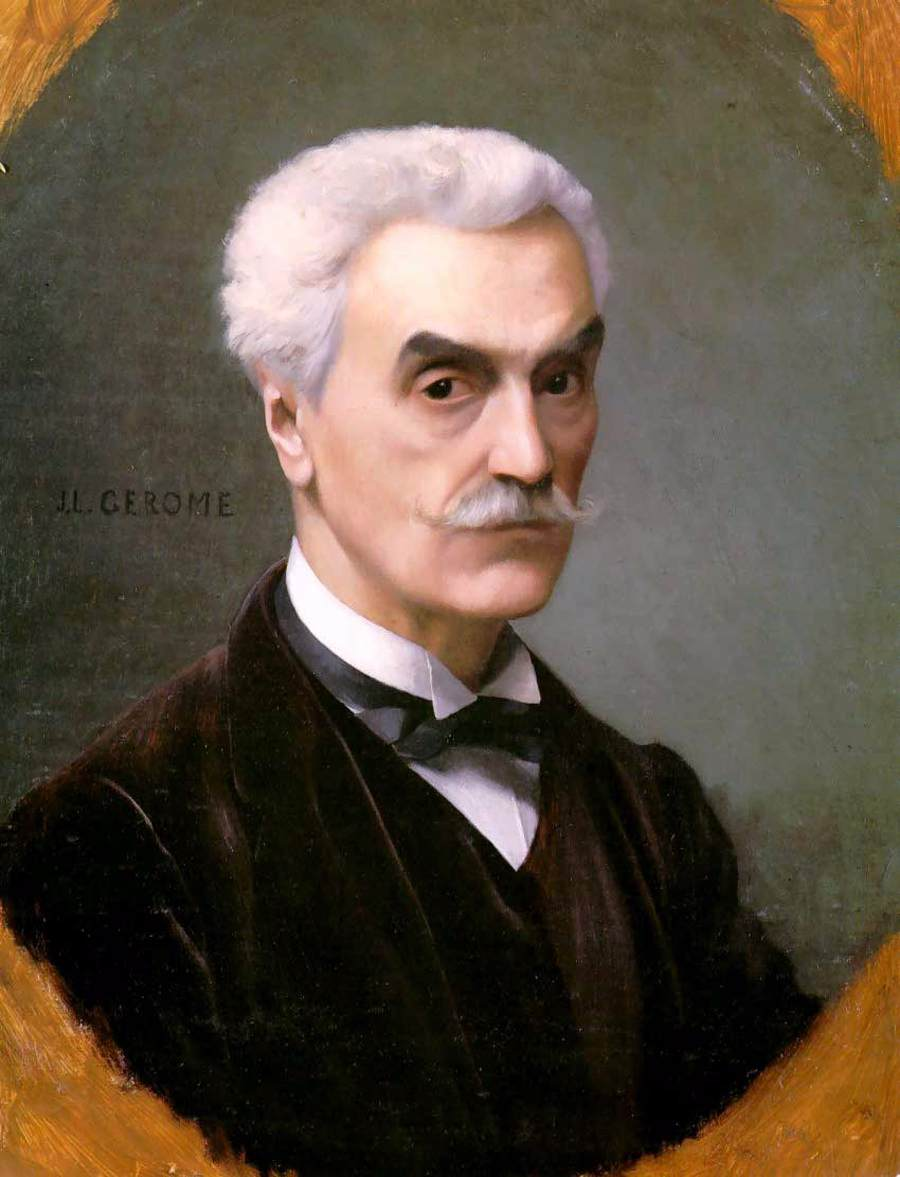
Жан-Леон Жером, автопортрет, 1886 год

Французский живописец Жан-Леон Жером (1824—1904) учился у известных художников Поля Делароша и Шарля Глейра, прививших ему на всю оставшуюся жизнь страсть к путешествиям, изучению обычаев разных народов, а также особую любовь к Востоку. Первые картины Жерома были высоко оценены одним из самых уважаемых и влиятельных художественных критиков — Теофилем Готье, ставшим впоследствии его другом. На заре рождения массовой культуры провинциал Жером пошёл навстречу новой публике формирующейся буржуазной Франции, став знаменитым у салонной аристократии, познакомив её как со своими академическими портретами и мелодраматическими полотнами, так и с картинами о наполеоновских походах и жизни на арабских базарах, а также работами на мифологические и эротические темы. Находясь на пике своей карьеры в искусстве, Жером был постоянным гостем императорской семьи и занимал должность профессора в Школе изящных искусств. Его студия была местом встречи художников, актёров и писателей, а сам он стал легендарным и уважаемым мастером, известным своим язвительным остроумием, пренебрежительным отношением к дисциплине, однако жёстко регламентированными методами преподавания и крайней враждебностью к импрессионизму.
В это время во Франции появился запрос на новый подход к исторической живописи, выраженный в словах историка Проспера де Баранта, писавшего, что «мы все хотим знать о том, как жили более ранние общества и отдельные личности. Мы требуем того, чтобы их образ был ясно виден в нашем воображении, и чтобы они предстали живыми перед нашими глазами». C конца 1850-х годов Жером оказался невероятно предприимчив в выборе пользовавшихся популярностью исторических сюжетов, начиная от Древней Греции и Рима. В то же время Жером будто ответил на призыв Баранта, взявшись за довольно эклектичное переосмысление своего академизма, во многом находясь под влиянием Жан-Огюст-Доминика Энгра, писавшего свои картины на древнегреческие темы через призму личной и повседневной жизни, а также своего учителя Делароша, выбравшего более понятный общественности театральный подход в живописи на исторические сюжеты. Жером начал работать над достижением баланса между реализмом почти документальной точности и научным подходом к образной реконструкции исторических событий, развив в себе умение мастерски управлять повествовательным потенциалом сюжетов своих картин, ввиду чего они производили неизгладимое впечатление на зрителей. Жером отказался от поэтических обобщений и идеализации главных героев, однако уравновешенная и дотошная в деталях живописная техника художника практически делала людей непосредственными свидетелями событий прошлого. Вместе с тем Жерома часто обвиняли в том, что он работает на потребу публике и не задумывается о будущей востребованности сюжетов своих картин, ввиду чего художник решил проверить границы выбора дозволенных и законом разрешённых тем в основном пуританском изобразительном искусстве XIX века, выбрав сюжет гладиаторского поединка.

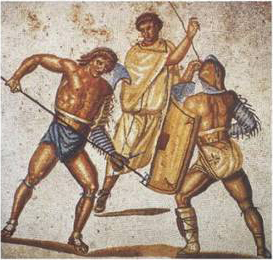
Фреска с изображением гладиаторского поединка на римской вилле в Ненниге

Гладиаторские бои не были придуманы римлянами, но они довели их до совершенства, придав боям специфику, если можно так выразиться, спортивных соревнований своего времени. Сначала гладиаторами были лишь военнопленные или рабы, дерущиеся на аренах во время похорон выдающихся римлян. Однако вскоре, приблизительно в II—I веках до н.э., частные предприниматели начали создавать специальные гладиаторские школы, людусы, в которых купленные или нанятые мужчины обучались военному делу, а затем отправлялись заинтересованным сторонам. Гладиаторы, в число которых помимо осуждённых преступников и рабов входило немало добровольцев, жили в бараках при строгой дисциплине, подвергаясь постоянным тяжёлым тренировкам и тщательному медицинскому обслуживанию для достижения максимально возможной физической формы с помощью хорошо сбалансированной диеты. Под началом бывших гладиаторов новички практиковались с деревянными мечами на небольшой арене, постепенно достигая необходимого уровня мастерства для того, чтобы биться с другим гладиатором. Все члены школы входили в гладиаторскую семью, называвшуюся в честь владельца и гастролировавшую по римским регионам. Однако на большинстве публичных поединков члены одной и той же гладиаторской семьи боролись друг с другом и часто убивали своего же товарища. После образования Римской империи гладиаторские поединки оказались под контролем государства, частные школы продолжали существовать, но уже наравне с большими имперскими, находящимися под управлением прокураторов. В конце I века н. э. в Риме насчитывалось уже четыре имперских школы, самой известной из которых была «Людус Магнус». По всей империи находилось около 186 гладиаторских арен, вдобавок для боёв использовались амфитеатры, залы полукруглой формы, на которых поединки принимали форму театрализованного представления. После торжественной церемонии открытия публике предлагались, помимо боёв между гладиаторами, схватки людей с дикими животными, привозившимися со всего Средиземноморья.

## Композиция

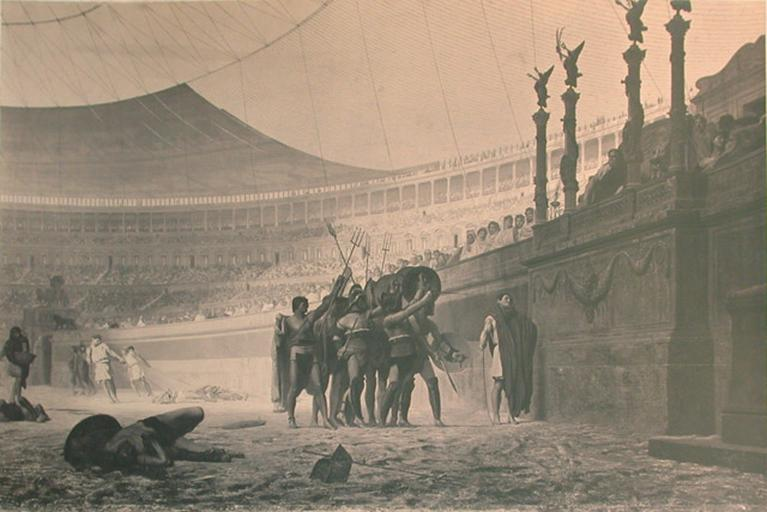
Фотография картины Жерома

Картина написана маслом на холсте, а её размеры составляют 93,1 × 145,4 см. Гладиаторы, преступники и рабы, салютуют императору, а не своим товарищам, которых оттаскивают с арены железными крюками. В императорской ложе сидит Вителлий, хотя римский Колизей был открыт в 80 г. н. э. Титом, сыном Веспасиана, сменившим Вителлия в 69 году н. э.. Французский писатель Шарль Бодлер описывал изображённого на картине цезаря как ожиревшего торговца вином или мясника, образ которого несовместим с врождённым благородством императора.

## Создание и судьба

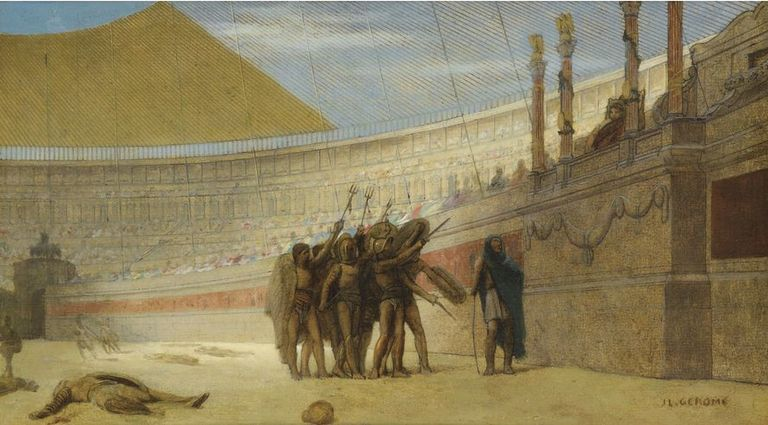
Эскиз работы Жерома.

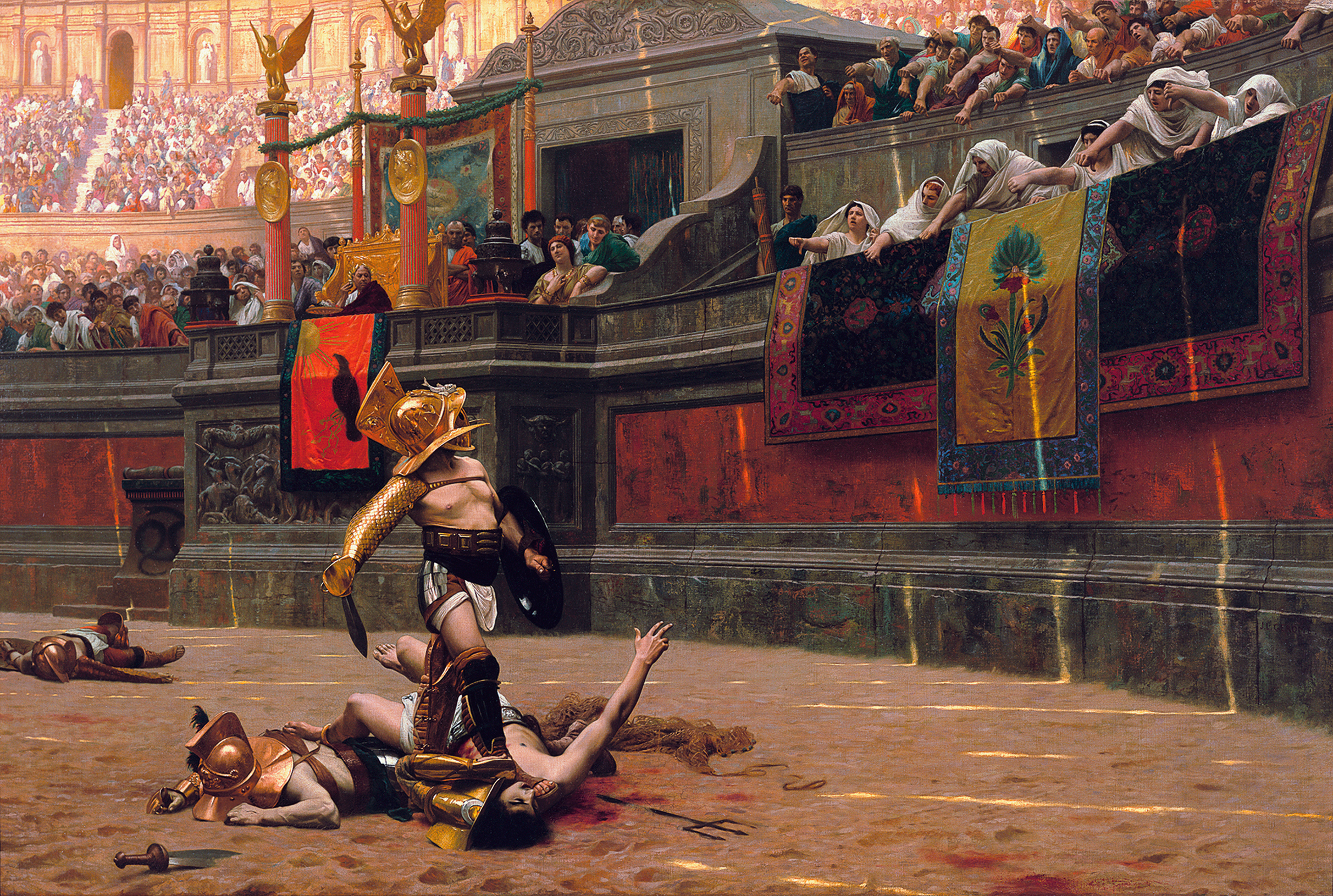
«Pollice verso» кисти Жерома

Гладиаторскую арену, а именно Колизей, Жером впервые увидел в 1843 году во время нахождения в Риме и с тех пор неоднократно изображал на своих картинах гладиаторские поединки, изучая при этом старинное оружие и посещая археологические раскопки. Картину «Ave Caesar! Morituri te salutant» Жером написал в 1859 году. Фразу для названия картины, означающую «Славься, Цезарь! Идущие на смерть приветствуют тебя», Жером взял из произведения «Жизнь двенадцати цезарей» римского историка Гая Светония Транквилла, в котором такими словами императора Клавдия встречали гладиаторы. В том же году картина экспонировалась на Парижском салоне вместе с двумя другими полотнами Жерома — «Смерть Цезаря» и «Царь Кандавл». Картина пользовалась успехом и принесла известность Жерому, искренне считавшему её своей самой лучшей работой того времени. Впоследствии он изменил своё мнение и начал считать, что сюжету не хватает историчности. Сохранив прежнюю композицию, но значительным образом переработав тему по письменным источникам и историческим артефактам, в 1872 году Жером написал картину «Pollice verso», на которой видно как победитель попирает побеждённого на арене Колизея в ожидании вердикта толпы — жеста «pollice verso». Баланс между историческим знанием, воображением и иллюзией реальности спустя несколько десятилетий будет почерпнут из этих картин Жерома на тему гладиаторских боёв постановщиками студий Голливуда для своих фильмов. В 1925 году Корнелиус Рахстон Лав-младший передал картину «Ave Caesar!» в дар  художественной галерее Йельского университета в Нью-Хейвене (Коннектикут, США), где она и находится в настоящее время.